# FCHSD1
FCHSD1‏ (FCH and double SH3 domains 1) هوَ بروتين يُشَفر بواسطة جين FCHSD1 في الإنسان.